# Associatie (psychologie)
Associatie is het in gedachten verschillende zaken met elkaar in verband brengen. Het gelegde verband kan reëel zijn en op rationele conclusies of waarneming berusten. Een associatie kan ook niet-reëel zijn, zoals gebaseerd op een veralgemenisering of op een vooroordeel. In de associatieve of symbolische poëzie wordt gebruikgemaakt van associaties.
In de psychoanalyse wordt vrije associatie gevraagd aan de cliënt om inzicht te krijgen in dieperliggende motieven en ervaringen. De cliënt moet zonder nadenken zeggen wat deze te binnenschiet bij het horen van een naam of een begrip. Het is dan aan de therapeut om daar een patroon of verklaring in te ontdekken.
Associëren is in gedachten vrijelijk verschillende zaken met elkaar in verband brengen teneinde dieperliggende of onbewuste motieven of beweegredenen in kaart te brengen. De uitkomsten kunnen inzicht bieden in patronen van gedrag, overtuigingen, cultuurwaarden. Reflecteren hierop kan een bijdrage leveren aan (ontwikkelen van) meer zelfinzicht of objectiveren van ontstane overtuigingen.

## Rechtstreekse associatie
- Een bepaald muziekstuk kan een associatie oproepen met een bepaalde situatie of een bepaalde persoon.
- Restaurants hebben altijd met eten te maken.
- Om een diploma te halen moet gestudeerd worden.

## Indirecte associatie
- Dit is een uitspraak van een politicus → Veel politici liegen → Dus deze uitspraak is een leugen
- Die man is erg rijk → Wie rijk is kan dure dingen kopen → Het horloge van die man zal wel erg duur zijn

## Opeenvolgende associaties
- De lijm moet eerst nog drogen → Als het buiten weer droog is zal de zon ook wel gaan schijnen → Tijdens mijn laatste vakantie was er veel zon → Ik zou best op vakantie willen → De buren zijn ook op vakantie → Zal ik de buren uitnodigen voor mijn verjaardag? → enzovoort

Een droom kenmerkt zich door een snelle opeenvolging van associaties. Achteraf is vaak moeilijk te volgen waarom de koppelingen die tijdens de droom ontstonden als logisch ervaren werden. 